# Maximilián Hell
Maximilián Hell (ur. 15 maja 1720 w Selmecbánya, zm. 14 kwietnia 1792 w Wiedniu; znany także jako Miksa Höll) – słowacki jezuita i uczony. Zajmował się głównie astronomią i matematyką.

## Życiorys
Był synem znanego inżyniera górniczego, konstruktora i wynalazcy, Mateja Kornela Hella i Julianny Wiktorii Staindl oraz starszym bratem inżyniera górniczego Jozefa Karola Hella. Urodził się w 1720 roku, w Szczawnickich Baniach. W 1738 roku wstąpił do zakonu jezuitów i został wysłany na studia filozoficzne do Wiednia. W 1744 roku zaczął studiować matematykę i astronomię, dzięki czemu otrzymał posadę asystenta w jezuickim obserwatorium w Wiedniu. Później wrócił na Słowację, do miasta Lewocza, gdzie nauczał w szkole. W 1747 roku ponownie wyjechał na studia do Wiednia, tym razem teologiczne. W 1752 roku przyjął święcenia kapłańskie, po czym został wykładowcą matematyki w Klużu. W 1755 r. Hell został profesorem Uniwersytetu Wiedeńskiego, gdzie zaczął wykładać mechanikę. Został również mianowany dyrektorem nowego obserwatorium w stolicy Habsburgów. Mimo że na stałe przebywał w Austrii, utrzymywał ścisłe kontakty z astronomami z królestwa Węgier. Dzięki jego wsparciu powstały cztery nowe obserwatoria: w Trnawie (1755), w Egerze (1776), w Budzie (1780) oraz w Alba Iulia (1792).
Największymi osiągnięciami Hella były, wydawane corocznie od 1757 do 1791, publikacje Ephemerides astronomicae ad meridianem Vindobonensem. Oprócz tego zajmował się badaniem ruchu Wenus oraz zjawiska paralaksy w astronomii (wyprawa do północnej Norwegii w roku 1769 celem obserwacji tranzytu). W uznaniu zasług dla nauki był wybierany na zagranicznego członka kilku Akademii Nauk w Europie. Jego reputacja została jednak poważnie nadszarpnięta przez Jérôme Lalande’a, który mocno skrytykował prace Hella dotyczące ruchu Wenus, zarzucając mu manipulację danymi. W 1835 roku, już po śmierci Hella, Karl Littrow przeanalizował jego notatki na ten temat i uznał zebrane tam dane za prawdziwe. Pełna rehabilitacja Hella nastąpiła jednak dopiero w 1883 roku, kiedy to Simon Newcomb, po ponownym przejrzeniu zapisków Maximiliána, opublikował pracę potwierdzającą prawdziwość jego danych. Uznając zasługi Hella dla nauki, Międzynarodowa Unia Astronomiczna, nazwała od jego nazwiska jeden z kraterów na Księżycu.
Hell zajmował się również matematyką i napisał na ten temat kilka prac (przede wszystkim Elementa algebrae Joannis Crivelli magis illustrata i  Elementa arithmeticae numericae et litteralis). Pod koniec życia badał także wpływ magnetyzmu na zdrowie człowieka. W czasie jego życia doszło do prześladowań jezuitów w Europie, co dotknęło także Halla.